# Typometer
Als Typometer oder Typomaß bezeichnet man einen typografischen Messstab, ein Hilfsmittel des Schriftsetzers.
Für den Satz mit beweglichen Lettern ist das Typometer aus Messing (vernickelt), Neusilber oder aus Stahl gefertigt, die klassischen Modelle verfügten über einen hakenförmigen Anschlag am Nullpunkt. Die aufgebrachten Teilungen umfassen häufig vorkommende Schriftgrade im typografischen Maßsystem (typografischer Punkt) wie Petit, Nonpareille, Cicero, Konkordanz. Zusätzlich gibt es eine Teilung in Millimeter. Hauptaufgabe war die Messung und Kontrolle von Schriftgraden, Kegelhöhen, Zeilenlängen und Durchschuss.

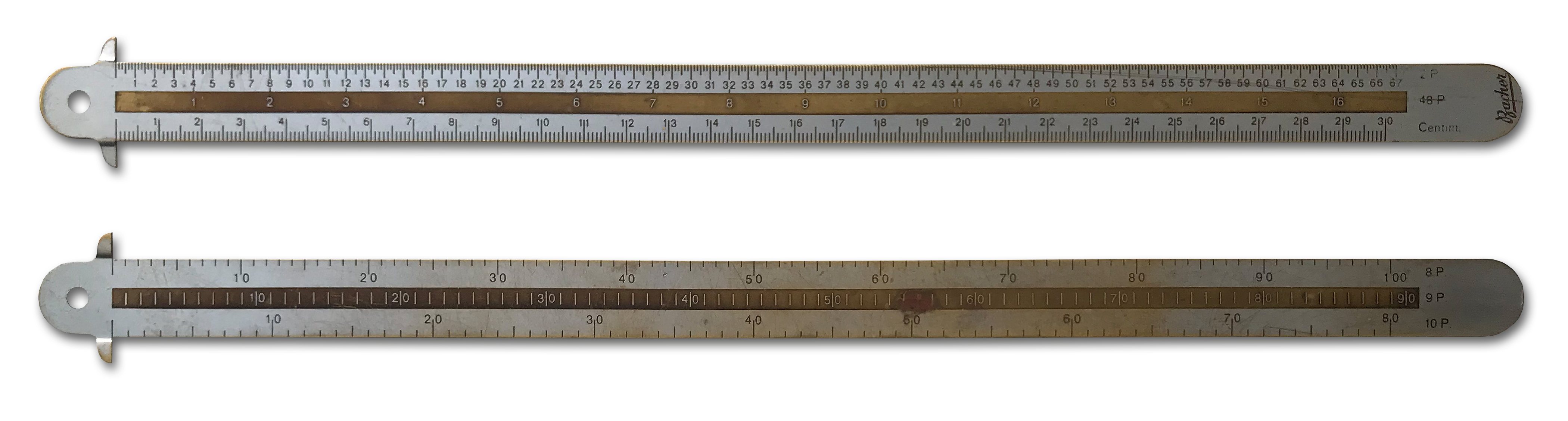
Vorder- und Rückseite eines Typometer mit Haken für Bleisatz

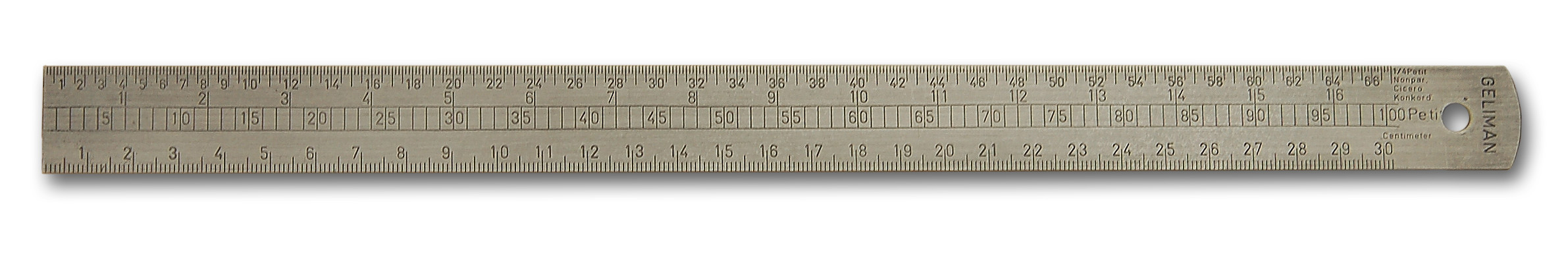
Typometer ohne Haken aus Neusilber für Bleisatz

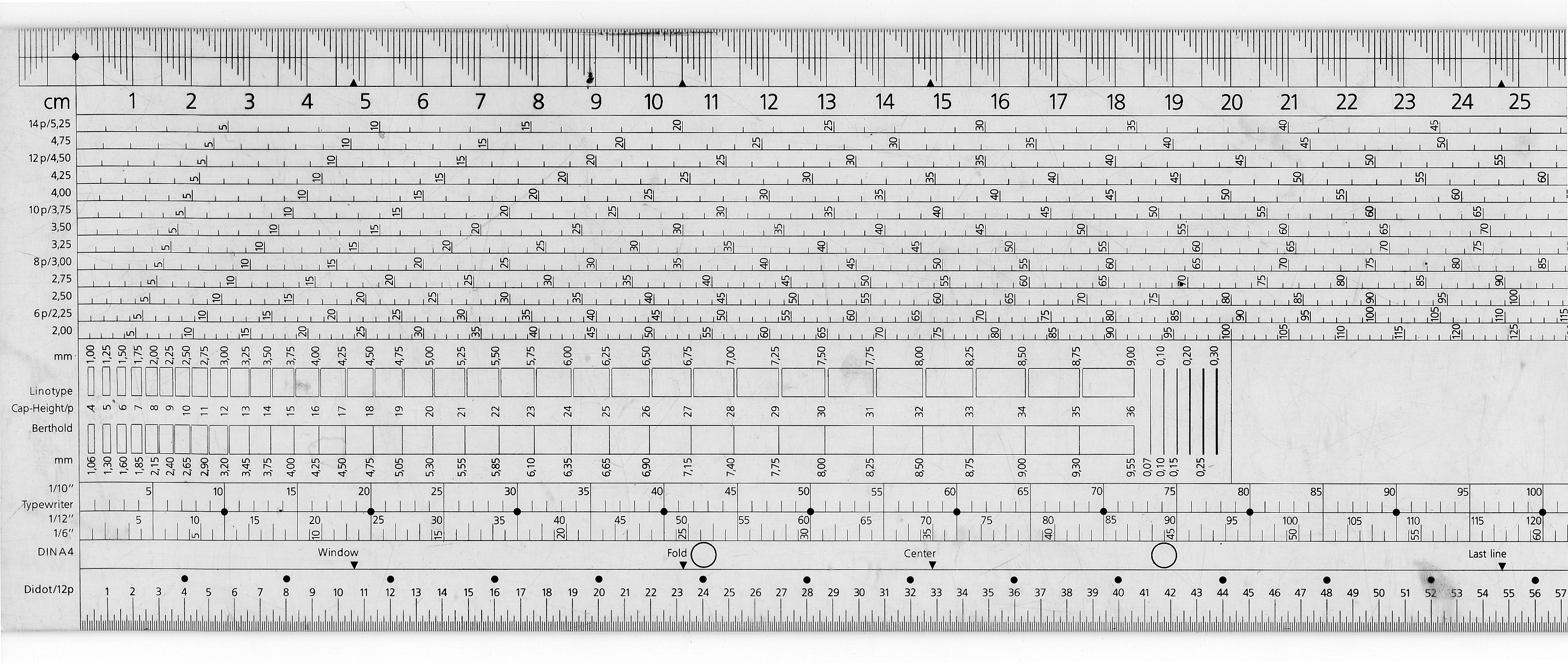
Typometer (Ausschnitt) aus durchsichtigem Kunststoff für Grafik und DTP

Im Zeitalter der digitalen Satzherstellung verwendet man fast nur noch Typometer aus transparentem Kunststoff von etwa 10,5 Zentimeter Breite und 32 Zentimeter Länge. Er dient zum Messen und zur Textumfangsberechnung durch Umrechnung von Schriftgrößen von – mittlerweile weniger gebräuchlichen – typografischen Punkt (Didot-Punkt) in das metrische System und umgekehrt. Das Typometer basiert auf der von Hermann Berthold für Deutschland vorgenommenen Vereinheitlichung des typographischen Punktsystems, das er 1897 auf das metrische System abstimmte. Dazu unterteilte er den Meter in 2660 typographische Punkte. Das neue System diente zur Vereinheitlichung der Kegelhöhe von Bleisatz-Schriften. Diese waren zuvor stark verschieden, da das Grundmaß des Didot-Systems (Fuß, frz. pied-du-roi) in Deutschland nicht einheitlich umgesetzt wurde.
Darüber hinaus dient das Typometer zur Ermittlung von Zeilenabstand und Zeilenanzahl, der Schriftgröße (Versalhöhe) und des Zeilendurchschusses bei einer gegebenen Vorlage, von Linienstärken sowie bei einigen Typometern von Rasterweiten gedruckter Bilder (Rasterzähler bei autotypischem Raster). Die Werte lassen sich durch Auflegen des Typometers auf einen gedruckten Satz ablesen. In vor-elektronischen Zeiten wurden Typometer auch dazu benutzt, um auf einem Leuchttisch Hilfslinien für den späteren Druckfilm zu erstellen, damit der Satzspiegel eingehalten werden konnte.
Ein Typometer ist neben dem Fadenzähler ein wichtiges Werkzeug des Mediengestalters und Schriftsetzers. Zunehmend werden diese Arbeitsmittel durch die fortschreitende Digitalisierung der Druckvorstufe abgelöst oder nur noch zur Kontrolle des Endproduktes eingesetzt. Trotz zunehmender papierloser Arbeitsmöglichkeiten ist aber nach wie vor eine Zwischenkontrolle (proofprint) notwendig, da ältere Programmversionen von Photoshop oder GIMP zumindest bis 2004 nicht millimetergenau arbeiten, und beinahe stets manuelle Korrekturen notwendig sind, wenn das Endprodukt stimmen soll. Mittlerweile haben die Hersteller jedoch reagiert. Aktuelle Versionen von InDesign, XPress und Photoshop arbeiten präzise. Speziell bei der Kontrolle von Schriftgrößen kommt es bisweilen zu Verwirrung, da die Hersteller ihre Fonts nicht einheitlich bemaßen. Einige arbeiten mit der Kegelhöhe, andere mit der Versalhöhe.